# Levosalbutamol
Levosalbutamol, còn được gọi là levalbuterol, là một chủ vận thụ thể β <sub id="mwCA">2</sub> adrenergic có thời gian tác dụng ngắn sử dụng trong điều trị hen và bệnh phổi tắc nghẽn mạn tính (COPD). Bằng chứng không cho thấy levosalbutamol hoạt động tốt hơn salbutamol; do đó có thể không đủ biện minh cho việc kê đơn.
Thuốc này là enantome (R) - (-) - của thuốc salbutamol nguyên mẫu của nó. Nó có sẵn ở một số quốc gia trong các công thức chung từ các công ty dược phẩm bao gồm Cipla, Teva và Dey, và các công ty khác.

## Sử dụng y tế
Đặc tính thuốc giãn phế quản của Levosalbutamol cho nó chỉ định điều trị COPD (bệnh phổi tắc nghẽn mạn tính, còn được gọi là bệnh phổi tắc nghẽn mãn tính) và hen suyễn. Giống như các thuốc giãn phế quản khác, nó hoạt động bằng cách thư giãn cơ trơn trong các ống phế quản, và do đó rút ngắn hoặc đảo ngược một "cuộc tấn công" cấp tính của khó thở hoặc khó thở. Không giống như một số thuốc giãn phế quản tác dụng chậm, nó không được chỉ định là một biện pháp phòng ngừa co thắt phế quản mãn tính.

### So sánh với salbutamol
Một đánh giá có hệ thống năm 2013 về việc sử dụng thuốc trong điều trị hen suyễn cấp tính cho thấy rằng nó "không vượt trội so với albuterol về hiệu quả và độ an toàn ở những người bị hen suyễn cấp tính." Tổng quan kết luận: "Chúng tôi đề nghị không nên sử dụng levalbuterol so với albuterol cho bệnh hen suyễn cấp tính."  Levalbuterol đáng chú ý là tốn kém hơn.

## Tác dụng bất lợi
Nói chung, levosalbutamol được dung nạp tốt. Các tác dụng phụ nhẹ thường gặp bao gồm nhịp tim tăng, chuột rút cơ bắp và đau dạ dày (bao gồm ợ nóng và tiêu chảy).
Các triệu chứng quá liều đặc biệt bao gồm: sụp đổ thành một cơn động kinh; đau ngực (tiền thân có thể của một cơn đau tim); nhịp tim nhanh, dồn dập, có thể gây tăng huyết áp (tăng huyết áp); nhịp tim không đều (rối loạn nhịp tim), có thể gây hạ huyết áp nghịch lý (hạ huyết áp); hồi hộp và run rẩy; đau đầu; chóng mặt và buồn nôn / nôn; yếu hoặc kiệt sức (mệt mỏi y tế); khô miệng; và mất ngủ.
Tác dụng phụ hiếm hơn có thể chỉ ra một phản ứng dị ứng nguy hiểm. Chúng bao gồm: co thắt phế quản nghịch lý (khó thở và khó thở); ngứa da, phát ban hoặc nổi mề đay (nổi mề đay); sưng (phù mạch) của bất kỳ phần nào của khuôn mặt hoặc cổ họng (có thể dẫn đến khàn giọng), hoặc sưng tứ chi.